# Nowielice (przystanek kolejowy)
Nowielice – zlikwidowany przystanek gryfickiej kolei wąskotorowej w Nowielicach, w województwie zachodniopomorskim, w Polsce. Przystanek został zlikwidowany po 1961 roku.